# 염승숙
염승숙(1982년 ~)은 대한민국의 소설가이다. 2005년부터 소설가로서 꾸준히 문학 작품을 발표해 왔으며, 2017년부터는 문학평론가로도 활동하고 있다.
2005년 『뱀꼬리왕쥐』로 정식 데뷔해 현대문학잡지 신인작가상을 받았다. 그 이후로 더 많은 이야기를 만들었다. (특히 2008년에는 채플린, 채플린, 2013년 《노웨어맨》, 2018년 《여기에 없도록 하자》 등) 그녀의 소설은 현대 사회의 평범한 사람들이 직면한 절망적인 현실과 상실된 정체성의 문제를 마법적이고 환상적인 서사를 통해 다루고 있다.

## 작품

### 선집
- 채플린, 채플린 (2008)
- 노웨어맨 (2011)
- 그리고 남겨진 것들 (2014)

### 소설
- 어떤 나라는 너무 크다 (2013)
- 여기에 없도록 하자 (2018)

### 테마 단편 스토리
- 자작 나무를 흔드는 고양이 (2010)
- 결국엔, 아픈 것 (2011)
- 따뜻한 농담들의 세계와 만나다 (2011)
- 마음을 쓰는 일 (2016)

### 아동 서적
- SOS 과학 수사대 2: 공룡 시대에 가다 (2009)
- SOS 과학 수사대 3: 금개구리를 구하라 (2009)

## 수상
- 현대문학 신춘문예 (2005) - 뱀꼬리왕쥐
- 경향신문상(2017) - 없는 미래와 굴착기의 속도-박솔뫼 《도시의 시간》론